# جزيرة كودوسليمبينغ
جزيرة كودوسليمبينغ وهي جزيرة من جزر إندونيسيا، وتقع في إقليم جاكارتا.